# STRAIGHT FROM THE UNDERGROUND
『STRAIGHT FROM THE UNDERGROUND』（ストレート・フロム・ジ・アンダーグラウンド）は、日本のヒップホップグループNITRO MICROPHONE UNDERGROUNDの2枚目のフルアルバム。2004年8月25日、コロムビアミュージックエンタテインメントより発売。

## 解説
各メンバーのソロ活動などを経て作成された3年ぶりのフルアルバム。初回盤にはツアー招待応募ハガキを封入。

## 収録曲
1. STRAIGHT FROM THE UNDERGROUND
作詞：DELI/MACKA-CHIN/SUIKEN/XBS/S-WORD/GORE-TEX/DABO/BIGZAM
作曲：DJ VIBLAM
メンバー8人が全員参加した楽曲。PVはロサンゼルスで撮影が行われた[1]。
PV監督はJFKK
2. D.R.V.
作詞：DELI/SUIKEN/XBS/S-WORD/DABO/GORE-TEX
作曲：DJ VIBLAM
3. ONE DROP
作詞：DABO/XBS/DELI/GORE-TEX
作曲：DJ VIBLAM
4. HIGHEST FLOOR
作詞：SUIKEN/MACKA-CHIN/S-WORD
作曲：DJ VIBLAM
5. 毒々 featuring TOKONA-X
作詞：BIGZAM/S-WORD/TOKONA-X/DABO
作曲：DJ HAZIME
6. 10%無理 featuring MURO
作詞：MURO/MACKA-CHIN/DELI/BIGZAM/S-WORD/GORE-TEX
作曲：MURO
7. THRILL FLIGHT
作詞：DELI/SUIKEN/XBS/DABO/BIGZAM/S-WORD
作曲：MACKA-CHIN
8. 地下の帝王
作詞：S-WORD/GORE-TEX/SUIKEN/BIGZAM
作曲：MR.ITAGAKI a.k.a.ITA-CHO
9. DOWN THE LINE
作詞：DABO/MACKA-CHIN/GORE-TEX/DELI/BIGZAM/S-WORD/SUIKEN/XBS
作曲：MR.ITAGAKI a.k.a.ITA-CHO
10. MIDNIGHT MIC RELAY
作詞：MACKA-CHIN/XBS/DELI/DABO/BIGZAM
作曲：MR.ITAGAKI a.k.a.ITA-CHO
11. ナイバビFIVE featuring KASHI DA HANDSOME
作詞：KASHI DA HANDSOME/MACKA-CHIN/DELI/DABO/SUIKEN
作曲：KASHI DA HANDSOME
12. SOAP(オーストラリア)
作詞：GORE-TEX/DELI/SUIKEN/DABO/BIGZAM
作曲：MACKA-CHIN
13. 悪戯伝話
作詞：XBS/DELI/DABO/SUIKEN/S-WORD
作曲：AQUARIUS
PV監督はJFKK
14. STILL SHININ'
作詞：S-WORD/DABO/BIGZAM/GORE-TEX/SUIKEN/XBS/MACKA-CHIN/DELI
作曲：DJ WATARAI
PV監督はGary BreslinとSam Cole。
分割された「AM Ver.」「PM Ver.」と一つにまとめた「ALL DAY Ver.」がある。